# Como ama una mujer
Como ama una mujer è il quinto album della cantante pop Jennifer Lopez. 

## Descrizione
Si tratta del primo lavoro della cantante in lingua spagnola. Il primo e l'unico singolo ufficiale estratto è stato Qué Hiciste che ebbe molto successo in America Latina e anche in Italia dove arrivò alla posizione numero uno, mantenendola per due settimane, e restando in classifica per 18 settimane. Gli altri brani rilasciati come singoli sono Me Haces Falta e Por Arriesgarnos con Marc Anthony. L'album ha venduto intorno alle 1 000 000 di copie.

## Tracce
1. Qué hiciste – 4:57 (Jimena Romero, Julio Reyes, Marc Anthony)
2. Me haces falta – 3:37 (Marc Anthony, Estéfano, T. Sodi)
3. Como ama una mujer – 6:01 (Estéfano, Julio Reyes)
4. Te voy a querer – 4:40 (Estáfano, Pilar Quiroga, Jimmy Paredes)
5. Porque te marchas – 4:33 (Estéfano, Marc Anthony)
6. Por arriesgarnos (feat. Marc Anthony) – 3:31 (Estéfano, Julio Reyes)
7. Tú – 4:10 (Estéfano, Marc Anthony, Julio Reyes)
8. Amarte es todo – 4:00 (Estéfano, Julio Reyes)
9. Apresúrate – 5:02 (Estéfano, José Luis Pagan, Marc Anthony)
10. Sola – 5:17 (Estéfano, Julio Reyes)
11. Adiós – 4:09 (Estéfano, Julio Reyes)

Traccia bonus dell'edizione internazionale digitale
1. Quién será – 3:51 (Pablo Beltrán)

## Classifiche
| Classifica (2007) | Posizione massima |
| ----------------- | ----------------- |
| Austria           | 10                |
| Belgio (Fiandre)  | 30                |
| Belgio (Vallonia) | 12                |
| Finlandia         | 29                |
| Francia           | 11                |
| Germania          | 4                 |
| Italia            | 2                 |
| Paesi Bassi       | 31                |
| Polonia           | 9                 |
| Spagna            | 2                 |
| Stati Uniti       | 10                |
| Svezia            | 49                |
| Svizzera          | 1                 |